# Mary Nash (actrice)
Pour l’article homonyme, voir Mary Nash (historienne).

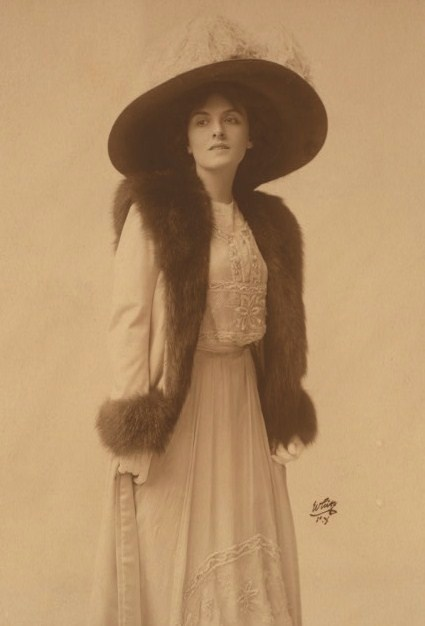
Photographiée vers 1915.

Mary Nash est une actrice américaine, née Mary Ryan à Troy (État de New York, États-Unis) le 15 août 1885, morte à Brentwood (Californie, États-Unis) le 3 décembre 1976.

## Biographie
Mary Nash étudie à l'American Academy of Dramatic Arts de New York et débute au théâtre à Broadway en 1905. Elle joue là dans vingt-six pièces (certaines aux côtés de José Ruben, son époux de 1918 à 1927 — divorce), la dernière en 1932, ainsi que dans une opérette en 1907. Parmi ses partenaires à Broadway, citons Ethel et John Barrymore, le futur réalisateur John Cromwell et Basil Rathbone.
Après une première expérience dans deux films muets en 1915 et 1916, elle ne revient au cinéma qu'en 1934, participant alors à vingt-trois films américains jusqu'en 1946. Deux de ses plus connus sont Heidi en 1937 et Petite Princesse en 1939, avec la jeune Shirley Temple. En outre, elle interprète la mère de Katharine Hepburn dans Indiscrétions (1940), aux côtés de Cary Grant et James Stewart.

## Théâtre (à Broadway)
Pièces, sauf mention contraire
- 1905-1906 : Pantaloon et Alice Sit-by-the-Fire de J. M. Barrie, avec Ethel et John Barrymore
- 1907 : Captain Jinks of the Horse Marines de Clyde Fitch, avec Ethel Barrymore, Lucile Watson
- 1907 : The Silver Box de John Galsworthy, avec Ethel Barrymore
- 1907 : His Excellency the Governor de Robert Marshall, avec Ethel et John Barrymore
- 1907 : Cousin Kate d'Hubert Henry Davies, avec Ethel Barrymore
- 1907 : The Girls of Holland, opérette, musique de Reginald De Koven, lyrics et livret d'Hugh Stanislaus Stange
- 1909-1910 : The City de Clyde Fitch, avec Walter Hampden, Tully Marshall, Lucile Watson
- 1911-1912 : The Woman de William C. de Mille, produite par David Belasco
- 1913 : The Lure de George Scarborough
- 1914-1915 : Secret Strings de Kate Jordan, avec Blanche Yurka
- 1915 : The New York Idea de Langdon Mitchell, avec John Cromwell, Lumsden Hare
- 1915 : The Liars d'Henry Arthur Jones, avec John Cromwell, Lumsden Hare
- 1915 : La Commandante Barbara (Major Barbara) de George Bernard Shaw, avec John Cromwell
- 1916-1917 : The Man who came back de Jules Eckert Goodman, avec Henry Hull
- 1918 : I.O.U. d'Hector Turnbull et Willard Mack, avec Emily Fitzroy
- 1918-1919 : The Big Chance de Grant Morris et Willard Mack
- 1920-1921 : Guerrita (Thy Name Is Woman) de Benjamin F. Glazer et Carl Schoner
- 1921-1922 : Captain Applejack de Walter Hackett, avec Ferdinand Gottschalk
- 1923-1924 : The Lady de Martin Brown, avec Elisabeth Risdon, Leonard Willey
- 1924 : Hassan de James Elroy Flecker, mise en scène de Basil Dean, musique de scène de Frederick Delius, avec Dennis Hoey, Violet Kemble-Cooper
- 1925-1926 : A Lady's Virtue de (et mise en scène par) Rachel Crothers, avec George Barbier, George Meeker, Robert Warwick
- 1926 : Les Deux Orphelines (The Two Orphans) d'Adolphe d'Ennery et Eugène Cormon, adaptation de N. Hart Jackson, avec Fay Bainter, May Robson, Robert Warwick
- 1927-1928 : The Command to Love de Rudolf Lothar et Fritz Gottwald, adaptation d'Herman Bernstein et Brian Marlow, avec Ferdinand Gottschalk, Violet Kemble-Cooper, Basil Rathbone, Henry Stephenson
- 1929 : A Strong Man's House de Lee Wilson Dodd, mise en scène de Lionel Atwill
- 1929 : Diana d'Irving Kaye Davis
- 1931 : A Woman denied de Jean Bart
- 1932 : The Devil passes de Benn W. Levy, avec Eric Blore, Arthur Byron, Ernest Cossart, Basil Rathbone

## Filmographie complète
- 1915 : The Unbroken Road (réalisateur non-spécifié)
- 1916 : Arms and the Woman (en) de George Fitzmaurice
- 1934 : Le Remplaçant (Uncertain Lady) de Karl Freund
- 1935 : Qui ? (College Scandal) de Elliott Nugent
- 1936 : Le Vandale (Come and Get In) de Howard Hawks et William Wyler
- 1937 : Une nation en marche (Wells Fargo) de Frank Lloyd
- 1937 : Heidi la sauvageonne (Heidi) de Allan Dwan
- 1937 : Le Roi et la Figurante (The King and the Chorus Girl) de Mervyn LeRoy
- 1937 : La Vie facile (Easy Living) de Mitchell Leisen
- 1939 : La Mousson (The Rains came) de Clarence Brown
- 1939 : Petite Princesse (The Little Princess) de Walter Lang

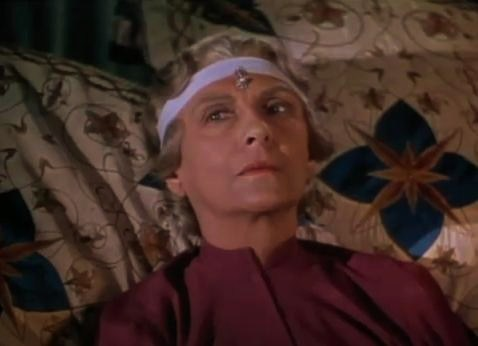
Dans Le Signe du cobra (1944)

- 1940 : Charlie Chan à Panama (Charlie Chan in Panama) de Norman Foster
- 1940 : Gold Rush Maisie de Edwin L. Marin
- 1940 : Poings de fer, cœur d'or (Sailor's Lady) de Allan Dwan
- 1940 : Indiscrétions (The Philadelphia Story) de George Cukor
- 1941 : Des hommes vivront (Men of Boys Town) de Norman Taurog
- 1942 : On demande le docteur Gillespie (Calling Dr. Gillespie) de Harold S. Bucquet
- 1943 : Et la vie continue (The Human Comedy) de Clarence Brown
- 1944 : In the Meantime, Darling de Otto Preminger
- 1944 : Le Signe du cobra (Cobra Woman) de Robert Siodmak
- 1944 : The Lady and the Monster de George Sherman
- 1945 : Yolanda et le Voleur (Yolanda and the Thief) de Vincente Minnelli
- 1946 : Le Joyeux Barbier (Monsieur Beaucaire) de George Marshall
- 1946 : La Pluie qui chante (Till the Clouds roll by) de Richard Whorf
- 1946 : Le Gars épatant (Swell Guy) de Frank Tuttle